# ثنائية قطب المحيط الهندي

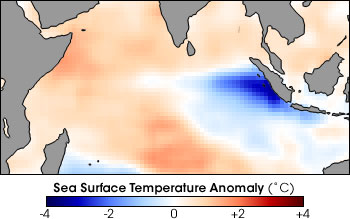
انخفضت درجات حرارة المياه حول جزر مينتاواي حوالي 4 درجات مئوية خلال ذروة المرحلة الإيجابية لثنائية القطب في المحيط الهندي في نوفمبر 1997. خلال هذه الأحداث، تدفع الرياح القوية غير المعتادة من الشرق المياه السطحية الدافئة نحو إفريقيا، مما يسمح بارتفاع المياه الباردة على طول ساحل سومطرة. في هذه الصورة، تكون المناطق الزرقاء أبرد من المعتاد، في حين أن المناطق الحمراء أكثر دفئًا من المعتاد.

ثنائية قطب المحيط الهندي (بالإنجليزية: Indian Ocean Dipole)‏ المعروفة أيضًا باسم النينو الهندي، هو تذبذب غير منتظم لدرجات حرارة سطح البحر حيث يصبح المحيط الهندي الغربي أكثر دفئًا بالتناوب (المرحلة الإيجابية) ثم أكثر برودة (المرحلة السلبية) في الجزء الشرقي من المحيط.

## الظاهرة
تنطوي ثنائية قطب المحيط الهندي على تذبذب غير دوري لدرجات حرارة سطح البحر، بين المراحل «الإيجابية» و«المحايدة» و«السلبية». ترى المرحلة الإيجابية أن درجات حرارة سطح البحر أكبر من المتوسط وتساقط أمطار أكبر في منطقة غرب المحيط الهندي، [محل شك] مع التبريد المقابل للمياه في شرق المحيط الهندي - مما يميل إلى إحداث الجفاف في المناطق البرية المجاورة لإندونيسيا وأستراليا. تؤدي المرحلة السلبية من ثنائية قطب المحيط الهندي إلى الظروف المعاكسة، ماء الدافئ وزيادة هطول الأمطار في شرق المحيط الهندي، وأكثر برودة وجفاف في الغرب.
تؤثر الظاهرة أيضًا على قوة الرياح الموسمية فوق شبه القارة الهندية. حدث تذبذب إيجابي كبير في 1997-1998، وآخر في 2006. ثنائية قطب المحيط الهندي هي أحد جوانب الدورة العامة للمناخ العالمي، حيث تتفاعل مع ظواهر مماثلة مثل النينا - التذبذب الجنوبي في المحيط الهادئ.
تم تحديد الظاهرة لأول مرة من قبل باحثي المناخ في عام 1999.
تحدث أربعة أحداث في المتوسط لكل حدث تذبذب سلبي إيجابي خلال كل 30 سنة، ويستمر كل حدث حوالي ستة أشهر. ومع ذلك، كانت هناك 12 ذبذبة إيجابية منذ عام 1980 ولم تكن هناك أحداث سلبية من عام 1992، إلى أن حصل حدث سلبي قوي في أواخر عام 2010. من النادر للغاية حدوث أحداث تذبذب إيجابية متتالية ولكن تم تسجيل حدثين إيجابية فقط، في أعوام 1913-1914 والأحداث الثلاثة المتتالية من 2006 إلى 2008 التي سبقت حرائق السبت الأسود. تشير النمذجة إلى أنه يمكن توقع حدوث أحداث إيجابية متتالية مرتين على مدى 1000 عام. تطورت الذبذبة الإيجابية في عام 2007 مع ظاهرة النينا، وهي ظاهرة نادرة جدًا حدثت مرة واحدة فقط في السجلات التاريخية المتاحة (في عام 1967). تم تطوير ذبذبة سلبية قوية في أكتوبر 2010، والتي حدثت بجانب النينا القوية والمتزامنة، وتسببت في فيضانات كوينزلاند 2010-2011  وفيضانات فيكتوريا 2011.
في عام 2008، استخدمت نيريلي أبرام سجلات مرجانية من شرق وغرب المحيط الهندي لبناء مؤشر وضع ثنائي قطب مرجاني متواجد منذ عام 1846 ميلادي. اقترح هذا المنظور الموسع لسلوك التذبذب أن أحداث الذبذبة الإيجابية زادت في قوتها وتواترها خلال القرن العشرين.

## التأثير على حالات الجفاف في جنوب شرق آسيا وأستراليا
ترتبط الذبذبة الإيجابية بموجات الجفاف في جنوب شرق آسيا، وأستراليا. ومن المتوقع حدوث أحداث ذبذبة شديدة الإيجابية.
دراسة من عام 2009 بواسطة أخصائية علوم المحيطات كارولين أومينهوفر من مركز أبحاث تغير المناخ بجامعة نيو ساوث ويلز، أفادت بوجود ارتباط كبير بين ظاهرة التذبذب والجفاف في النصف الجنوبي من أستراليا، ولا سيما الجنوب الشرقي. تزامن كل جفاف كبير في الجنوب منذ عام 1889 مع تقلبات الذبذبة الإيجابية - المحايدة بما في ذلك أعوام 1895-1902، 1937-1945، والجفاف في أعوام 1995-2009.
يُظهر البحث أنه عندما تكون الذبذبة في مرحلتها السلبية، بمياه باردة في غرب المحيط الهندي ومياه دافئة قبالة شمال غرب أستراليا (بحر تيمور)، تتولد رياح تلتقط الرطوبة من المحيط ثم تنزل باتجاه جنوب أستراليا لتقديم أعلى هطول الأمطار. في المرحلة الإيجابية للذبذبة، يتم عكس نمط درجات حرارة المحيطات، مما يضعف الرياح ويقلل من كمية الرطوبة التي يتم التقاطها ونقلها عبر أستراليا. والنتيجة هي أن هطول الأمطار في الجنوب الشرقي أقل بكثير من المتوسط خلال فترات وجود ذبذبات إيجابية.
وتبين الدراسة أيضًا أن للظاهرة تأثيرًا أكبر بكثير على أنماط هطول الأمطار في جنوب شرق أستراليا من ظاهرة التذبذب الجنوبي للنينو في المحيط الهادئ كما هو موضح بالفعل في العديد من الدراسات الحديثة.

## التأثير على هطول الأمطار في شرق أفريقيا
يرتبط التذبذب الإيجابي بأمطار أعلى من المتوسط خلال فترة أمطار شرق إفريقيا القصيرة بين أكتوبر وديسمبر. ويرتبط ارتفاع هطول الأمطار خلال فترة أمطار شرق إفريقيا القصيرة بدفء درجة حرارة سطح البحر في غرب المحيط الهندي ومستويات الرياح الغربية المنخفضة عبر المنطقة الاستوائية من المحيط مما يجلب الرطوبة فوق منطقة شرق أفريقيا.
تم العثور على زيادة هطول أمطار مرتبطة بذبذبة إيجابية تؤدي إلى زيادة الفيضانات فوق شرق أفريقيا خلال فترة أمطار شرق أفريقيا القصيرة. خلال الذبذبة الإيجابية القوية تحديدًأ في نهاية عام 2019، كان متوسط هطول الأمطار فوق شرق إفريقيا أعلى بنسبة 300٪ من المعتاد. وقد أدى ارتفاع معدل هطول الأمطار هذا إلى ارتفاع معدل انتشار الفيضانات في جيبوتي وإثيوبيا وكينيا وأوغندا وتنزانيا والصومال وجنوب السودان. غالبًا ما يؤدي هطول الأمطار الغزيرة وزيادة خطر الانهيارات الأرضية على المنطقة خلال هذه الفترة إلى تدمير واسع النطاق وفقدان الأرواح.
من المتوقع أن يسخن المحيط الهندي الغربي بمعدلات متسارعة بسبب تغير المناخ مما يؤدي إلى تزايد حدوث تذبذبات إيجابية. ومن المرجح أن يؤدي ذلك إلى زيادة كثافة هطول الأمطار خلال فترة الأمطار القصيرة فوق شرق أفريقيا.

## التأثير على النينو
دراسة من عام 2018 بواسطة حميد في جامعة أيزو، عن محاكاة تأثير حدوث تذبذب إيجابي على الرياح السطحية في المحيط الهادئ والاختلافات في درجات حرارة سطح البحر. وقد أظهروا أن تغيرات الرياح السطحية ناجمة عن تذبذب يمكن أن تنتج تغيرات في درجة حرارة سطح البحر شبيهة بما يفعله النينو، مع تأثير التذبذب على درجات حرارة سطح البحر كونه الأقوى في أقصى شرق المحيط الهادئ. كما أظهروا أن تفاعل ثنائية قطب المحيط الهندي مع تذبذب النينو الجنوبي هو مفتاح لتوليد النينو الأقوى.

## 2020 دورة إيجابية حول ثنائية قطب المحيط الهندي
ترتبط ثنائية قطب المحيط الهندي بالعديد من الأعاصير التي اجتاحت شرق أفريقيا في عام 2019 مما أسفر عن مقتل الآلاف بسبب المياه الدافئة أكثر من المعتاد في البحر (بدءًا من إعصار إيداي والاستمرار حتى موسم أعاصير جنوب غرب المحيط الهندي 2019-2020)، والجفاف الأسترالي وحرائق الغابات (الحمل الحراري) تؤدي دورة ثنائية قطب المحيط الهندي إلى خفض الهواء الجاف في أستراليا)، وفيضانات جاكرتا 2020 (منعت دورة ثنائية قطب المحيط الهندي الحملية الهواء الرطب بالقرب من المناطق الاستوائية من التوجه جنوبًا إلى أستراليا، بتكثيفه)، ومؤخراً غزو الجراد في شرق أفريقيا 2019-21 (بواسطة عدد من عوامل الطقس الداعمة).

## روابط خارجية
- صفحة ظاهرة ثنائية قطب المحيط الهندي الرئيسية
- المحيط الهندي يسبب جفافا كبيرا: حل لغز الجفاف.